# Неофіт-Бозвелієво
Нео́фіт-Бо́звелієво (болг. Неофит Бозвелиево) — село в Кирджалійській області Болгарії. Входить до складу общини Момчилград.

## Населення
За даними перепису населення 2011 року у селі проживали 334 особи, з них 333 особи (99,7%) — турки.
Розподіл населення за віком у 2011 році:
Динаміка населення: